# Рандолф Чърчил
Лорд Рандолф Чърчил (на английски: Lord Randolph Henry Spencer-Churchill) (1849 – 1895) е английски политик, трети син на седмия херцог на Марлборо. Учи в Итън и Мъртън колидж на Оксфордския университет. Член е на парламента от Консервативната партия, като встъпителната му реч на първата парламентарна сесия прави много добро впечатление и Бенджамин Дизраели се отзовава ласкаво за неговата енергия и естественост. През периода 1874 – 1885 г. е представител на Удсток, където се намира родовото му имение дворецът Бленъм, а след това и до смъртта си – на район Южен Падингтън, Лондон. Титлата „лорд“ в неговия случай не се предава по наследство.
Политическият му живот е краткотраен, бурен и съпроводен от скандали. През периода 1880 – 1884 г. основава група в Парламента, бореща се за „консервативна демокрация“. Той е в опозиция на политиката на Уилям Гладстон за самоуправление (Home rule) на Ирландия и подкрепя борбата на протестантския Ълстър. Добър оратор, към средата на 80-те години на 19 в. Рандолф Чърчил е един от четиримата политици, чиито речи се предават изцяло от кореспондентите (останалите трима са Гладстон, лорд Солсбъри – лидерът на консерваторите – и Джоузеф Чембърлейн, радикал).
Върхът в кариерата на лорд Рандолф е през 1885 – 1886 г., когато става държавен секретар за Индия, а след това осем месеца е канцлер на хазната (финансов министър). Но при подготовката на бюджета се скарва непримиримо с премиера лорд Солсбъри и подава оставка. Така и не се съвзема след тази грешка. За това допринася и неизяснено заболяване, което прогресира. Речите му стават объркани, със запъвания и болезнени за слушане. Смъртта му през 1895 г. слага край на разбитата му кариера.
Рандолф Чърчил е баща на Уинстън Чърчил от брака му с Джени Джеръм (1854 – 1921), дъщеря на американския милионер Ленърд Джеръм. Уинстън е само на двадесет и една години, когато баща му умира. Уинстън обича баща си и макар че не е много близък с него поради заетостта му, още от малък мечтае да стане като него. Уинстън пише негова биография в два тома (Lord Randolph Churchill, 2 vols, Macmillan, London, 1906).